# Lončarstvo
Lončarstvo je umijeće proizvodnje keramičkih posuda od gline i jedno je od prvih zanata koji su se pojavili s nastankom ljudske kulture. Postupak se vrši oblikovanjem vlažne gline uz pomoć priprostijeg ručnog kola ili masnije gline uz upotrebu mnogo bržeg nožnog lončarskog kola. 
Ručno kolo ne zahtjeva preveliko majstorstvo ali je postupak izrade puno duži. Nakon što bi se oblikovalo dno na plohi kola, stjenke posude bi se dograđivale spiralnim nanošenjem valjušaka koji se zasebno izrađuju. Isto tako je ručno kolo pogodno za izradu velikih posuda. 
Nožno kolo zahtijeva veće majstorstvo jer se dno i stijenka posude izvlače od jednog komada gline.
Kada bi se posuda oblikovala sljedeća faza u proizvodni je njezino ukrašavanje linijama nekim oštrim predmetom ili otiscima u meku površinu. Ovi ukrasi kasnije se mogu bojati nanašanjem boje kistom, nakon čega bi se sušili na zraku. U završnoj fazi osušeno posuđe išlo bi na pečenje na otvorenoj vatri ili u posebne zatvorene lončarske peći na temperaturama od 800 do 1000 stupnjeva Celzija. 
U slučaju pocakljvanja u otopinama metalnih oksida, postupak pečenja treba ponoviti na temperaturama iznad 900 stupnjeva Celzija.
Najčešći lončarski proizvodi su lonci, šalice, čaše i slični predmeti koji danas sve više imaju dekorativni namjenu, iako se polako vračaju u upotrebu jer su nove glazure (cakline) mnogo sigurnije za upotrebu jer ne ispuštaju olovo. 
Najstarije do sada poznate keramičke posude stare su oko 18.000 godina, a dolaze iz Kine.

## Galerija
- Lončar
- Nožno kolo
- Lončarica
- Arheološki nalazi

## Vanjske poveznice
|  | Zajednički poslužitelj ima stranicu o temi Lončarstvo                |
|  | Zajednički poslužitelj ima još gradiva o temi Lončarstvo u Hrvatskoj |
|  | Zajednički poslužitelj ima još gradiva o temi Lončarstvo             |